# Stettner See
Der Stettner See ist einer der kleineren Seen der Eggstätt-Hemhofer Seenplatte nordwestlich des Chiemsees. Er liegt im Gemeindegebiet von Rimsting im Landkreis Rosenheim in Oberbayern. Der See besitzt keine oberirdischen Zu- oder Abflüsse und ist im Sommer ein beliebter Badesee.